# 盧勝彥
蓮生活佛，俗名盧勝彥（Sheng-yen Lu，1945年6月27日—），台灣嘉義人，是真佛宗的創辦人。年輕時以散文、詩歌、評論等活躍於文壇，軍旅時期曾擔任《青年戰士報》、《民聲日報》、《飛駝報》、《干城報》的記者，其《盧勝彥文集》達290餘冊。

## 生平
1963年6月高雄高工鑄工科畢業(時年18歲)，1965年12月聯勤測量學校（原中央陸地測量學校前身）專修班(大地測量班)(非學位學程)第32期畢業(時年20歲)，與盧麗香結婚，育有1男1女盧佛青盧佛奇，初為中華民國國軍測量軍官，1973年12月上尉退伍(時年28歲)。
在學時期，盧勝彥擔任校刊《測量文藝》主編，並出版了《淡煙集》《夢園小語》《飛散藍夢》《風中葉飛》四本書，同時也在台灣中部二大報《民聲日報》、《台灣日報》寫專欄，之後再結集成《給麗小札》、《靈的世界》二書。
1974年9月，盧勝彥參加佛教印順長老寺院辦理的三皈依活動，到場參與的佛子有300多人，盛況空前。
1976年，盧勝彥融合所學道、顯、密，創立靈仙宗，並撰寫靈異、道法、佛法書籍，轟動一時；同年3月28日，盧勝彥應邀於立法院第二會議室，講演「心靈學的面面觀」。此後，盧勝彥在著作中撰寫大量佛法文章，尤其是關於密法的，現有著作兩百三十餘冊。盧勝彥在《密教奧義書》、《流星與紅楓》、《密教智慧劍》等書籍中，提及但並未鼓吹雙身法。盧勝彥在著作中提及的密教皈依師父有：了鳴和尚、十六世大寳法王、吐登達爾吉上師，以及薩迦德松仁波切。
1982年6月，盧勝彥38歲，與妻子和二名子女移居美國西雅圖，其宗派原稱為“靈仙真佛宗”，後更名為“真佛宗”。盧勝彥皈依香港密宗黃教吐登逹吉上師（本名李廷光）；吐登逹吉上師曾跟隨吐登爹力學習，是藏密黃教在蒙古的傳承分支。盧勝彥自稱得到釋迦牟尼佛印證成佛，並賜與「華光自在佛」佛號。但事實真成佛與否不得而知？

## 文集
自1967年出版第一本著作《淡煙集》，至今已出版303餘冊。早年作品由新世界出版社、學海書局、青山出版社出版發行；中期作品由大日出版社、蓮魁出版社、真佛宗出版社出版發行；1999年後，改由大燈文化出版發行，並陸續再版發行早年作品。2020年後，盧勝彥著作的紙本書和電子書由真佛般若藏發行。每日寫一篇文章已成為其生活習慣，令人訝異的是，其寫作文稿少有修改，而且作品被翻譯成英、日、法、葡、印、泰語等語文版本，於世界各地出版。

## 畫冊
盧勝彥自1993年（50歲）始學習水墨畫，由其弟子，同時也是嶺南畫派大師趙少昂的高足－－朱慕蘭老師指導繪畫技巧。曾舉辦多次大小畫展，作品並入選刊登在當代美術雜誌《中國美術》，至今已出版發行了16本畫冊。

## 爭議
盧勝彥自述曾經擔任軍中記者，但依據國軍兵科專長任用規定，「軍事記者職缺」應由「政治作戰學校(原政工幹校)」正期班大眾傳播系或專科班(原專修班)新聞科相關畢業生來派遣，而非由「聯勤測量學校」的專修班(大地測量科)畢業生擔任記者一職。
另外，盧勝彥1965年12月畢業下部隊服役，正值文革十年浩劫(1966~1976)，先總統 蔣中正先生正全力整軍經武，試圖反攻大陸！大陸所有重要軍事地圖均需重新校定，國軍黑貓中隊及美國各型偵察機亦前往大陸協助收集各種空拍資料和數據，並交由測量單位校訂和確認，盧勝彥根本無法以所屬的「測量官科」(非專長任用)跑去搶「政戰官科」的「記者職缺」，但盧勝彥投搞幾篇文章是可以的，不僅盧勝彥可投搞，全軍士官兵的佳作亦能登載於相關的軍報或月刊上。
2007年10月21日在馬來西亞吉隆坡演講時，對著信徒誇誇自述能讓颱風轉向。(請參閱YouTube頻道，搜尋：「蓮生活佛盧勝彥開示 時輪金剛大法精要 馬來西亞吉隆坡(6/9)20071021」)
2010年時，某次升壇對弟子講經時，同時露出双手展示十隻手指的紅藍綠各類寶石戒子和千萬鑽石勞力士手錶，震撼在場所有信眾的目光，並被某週刊做為封面報導人物。

### 方晴事件
1987年，台灣前女歌手方晴正式皈依盧勝彥的「真佛宗」。香港的《東方日報》報導方晴在1991年被逐出師門後，撰寫多篇文章揭露盧勝彥想與她上床。有一次方晴躲於暗處發傳單時，曾有真佛宗女上師當面質疑問她：「為什麼要這麼做？她卻低頭不語。」《壹週刊》也報導了方晴經由婦運專家施寄青控訴，盧勝彥曾叫方晴跟他上床。

### 張女控告
2000 年，張女不僅對盧勝彥提出訴訟，也對住宿期間供其吃住之西雅圖雷藏寺，以照顧不周為由，提出訴訟請求損害賠償。訴請西雅圖雷藏寺部分，三審訴訟歷時近四年，張女之訴求三審均遭駁回，敗訴確定；訴請蓮生活佛之部分，因原告不合美國法院之法定程序，於停滯多年無法進行後，即經由張女律師自行請求撤回。2008年，臺灣壹週刊曾以封面故事報導，2000年3月14日盧勝彥和雷藏寺在華盛頓州被張女控訴，盧勝彥以雙身法加持治病為藉口，從1996年到1999年多次性侵犯。
但檢察官查無實證不予起訴，並且於同年5月告知張女不起訴的決定。對盧勝彥和雷藏寺違反信徒教牧輔導受託責任部分，法官認為盧勝彥和雷藏寺沒有義務提供女信徒教牧輔導，盧勝彥和雷藏寺沒有法律責任。
真佛宗發出聲明以駁斥媒體對此事報導有誤。

### 學歷不符
盧勝彥在其官網上自述「工學士」畢業，但他至今從未有效出示他的「學位證書」，其次是「聯勤測量學校」從未辦理「學士學程」，於1969年合併為「中正理工學院」時才辦理學士學程，而此時的他早已下部隊服役，如何自稱自己是工學士畢業。另外中正理工學院大學部歷屆校友名冊亦無他的姓名。他的真正學歷只有「高雄高工」畢業。

## 外部連結
- 專訪張秀霞：一個不甘被盧勝彥性侵多年的勇者 （页面存档备份，存于）
- 2023蓮生活佛簡介 （页面存档备份，存于）